# Joeri Verlinden
Joeri Verlinden (Roerdalen, 22 gennaio 1988) è un nuotatore olandese.

## Palmarès
- Europei di nuoto

Budapest 2010: argento nei 100m farfalla e bronzo nella 4x100m misti.
- Europei in vasca corta

Eindhoven 2010: argento nei 100m farfalla e bronzo nei 50m farfalla.
Chartres 2012: bronzo nei 200m farfalla.
Copenaghen 2017: oro nella 4x50m misti mista.
Glasgow 2019: argento nella 4x50m misti mista.